# Нефросклероз
Нефросклероз (синоним: «сморщенная почка») — патологическое состояние, при котором ткань почки заменяется соединительной тканью, а сама почка уменьшается в размерах («сморщивается»), при этом нарушаются её функции вплоть до полного прекращения работы почки.

## Классификация
Принято выделять две формы данного заболевания:
- первично сморщенная почка;
- вторично сморщенная почка.

## Причины возникновения
Первично сморщенная почка возникает вследствие поражения сосудов почек, что может наблюдаться при таких заболеваниях, как артериальная гипертензия, атеросклероз, инфаркт почки.
Причины вторично сморщенной почки представлены различными заболеваниями, которые вызывают нарушение функции почек — гломерулонефрит, туберкулез почки, сахарный диабет.

## Симптомы нефросклероза
У пациента со сморщенной почкой отмечаются следующие симптомы:
- нарушения мочеиспускания, которые включают полиурию (повышенное образование и выведение мочи), никтурию (учащение мочеиспускания в ночное время), гематурию (появление крови в моче);
- наличие постоянных болей в пояснице тянущего характера;
- артериальная гипертензия.

Также у пациентов с нефросклерозом отмечаются такие изменения в анализах мочи, как гипоизостенурия (низкий удельный вес мочи) и протеинурия (появление белка в моче).

## Диагностика нефросклероза
Диагностика данного патологического состояния включает оценивание жалоб пациента, анализ анамнеза его жизни, семейного анамнеза и анамнеза заболевания, проведение физикального осмотра, выполнение лабораторных исследований (общего анализа мочи, общего анализа крови, биохимического анализа крови). Также пациенту обязательно проводится ультразвуковое исследование почек. Кроме того, могут выполняться рентгенография органов брюшной области, ангиография почечных артерий, магнитно-резонансная томография и компьютерная томография с контрастированием.
Первично сморщенная почка развивается в результате поражения сосудов почки. Вторично сморщенная почка развивается в результате поражения почечной ткани (паренхимы) при различных болезнях.

## Действия пациента
При наличии каких-либо жалоб со стороны мочевыделительной системы необходимо своевременно обратиться за консультацией к врачу (нефрологу).

## Лечение нефросклероза
При подтверждении диагноза сморщенной почки, пациенту проводится хирургическое лечение, которое обычно предусматривает удаление пораженной почки (нефрэктомия). Данная операция может выполняться несколькими способами. В частности, возможно проведение полостной или лапароскопической операции, а также эндоскопической чрескожной ретроперитонеальной нефрэктомии.

## Осложнения при нефросклерозе
Сморщенная почка может приводить к развитию следующих осложнений:
- нефрогенная артериальная гипертензия;
- хроническая почечная недостаточность.

## Профилактика нефросклероза
Профилактические мероприятия, направленные на предупреждение развития сморщенной почки, предусматривают:
1. проведение своевременного и адекватного лечения заболеваний почек (в частности, воспалительного характера);
2. своевременное и полноценное лечение любых других воспалительных патологий (к примеру, хронического тонзиллита, цистита);
3. исключение переохлаждения;
4. обеспечение комфортных условий для труда и жизни (в частности, поддержание соответствующей влажности и комфортной температуры в рабочих и жилых помещениях).